# 혜거
혜거(惠居, 899년 ~ 974년)는 고려 광종 시기의 승려이다. 958년 고려 광종이 고려 최초의 국사(國師)로 임명했다.

## 생애
899년 4월 4일, 명주 박씨인 아버지 박윤영(朴允榮)과 어머니 명주 김씨 사이에서 태어났다. 국사는 16세 때인 914년 우두산(牛頭山) 개선사(開善寺)에서 스님이 되었고 3년 후 금산사 의정(義淨)율사에게서 구족계를 받았다. 대사께서 선운산(禪雲山) 선불량(選佛場)에 참석, 설법을 하자 하늘에서 꽃비가 내렸다고 한다. 경순왕의 명으로 영묘사(靈妙寺)의 주지를 맡아 사원을 정비하고 도풍을 휘날렸다.
나라가 고려로 바뀌자 고려 태조가 여러 번 불렀으나 나아가지 않다가 고려 정종이 왕사를 봉하는 쇄서를 보내자 대궐에 입궐하여 왕사로 책봉되었다. 948년 2월 홍화사(弘化寺)에서 전장법회(轉藏法會:대장경을 처음 인출하여 여는 법회)에 참석하여 설법을 하자 왕은 변지무애(辨智無碍)라는 시호를 내렸다.
962년 고려 광종은 광명사(廣明寺)에 이주토록 하여 인왕반야법회를 주관하게 하였고 원명묘각(圓明妙覺)이라는 시호를 내렸다. 965년 1월 대궐에 들어가 경운전(慶雲殿)에서 원각경을 설하자 왕은 깊이 감명 받아 대사를 왕사에서 국사로 승격시켰다. 965년 6월 비가 오지 않자 숭경전(崇景殿)에서 기우제를 올렸는데 대사께서 향로를 잡고 대운륜경(大雲輪經)을 외우자 정병에서 지렁이가 나오고 푸른 하늘에 갑자기 구름이 모여들어 큰비가 쏟아졌다.
972년 여러 번 간청한 끝에 갈양사(수원 용주사의 전신)를 하산소(下山所)로 정하여 옮긴 후 조계의 유풍에 따라 참선정진에 매진하다가 974년 2월 15일 문도들을 모아 놓고 "나는 근원으로 돌아간다. 너희들은 부지런히 공부하라."라는 말을 남기고 입적하였다. 이 때가 세수 76세, 법랍 61세였다. 다비하자 사리 13과가 출현하여 탑을 세웠다. 뒷날 고려 성종이 즉위하여“혜거국사는 두 임금을 모신 뛰어난 스님이다. 비를 세우도록 하라”는 전교에 따라 994년 가을 비석을 세웠다.

## 왕사
왕건의 셋째아들이자 4대 왕인 고려 광종은 사상적 통합을 목적으로 불교를 적극 장려하기도 했고, 각지의 사찰 중수와 공양 시주에 적극적으로 활동하였다. 953년 화엄종 승려 겸신을 국사로 봉하였다. 이후 겸신의 입적 이후 혜거를 초빙하여 국사로 삼는다.
960년(광종 19년)에는 혜거국사(惠居國師)가 칠곡의 고찰 도덕암을 대중수하여 칠성암(七星庵)이라고 이름 붙였다는 사적이 전해온다. 당시 고려 광종은 혜거국사를 왕사로 모시려고 여러 번 사람을 보냈으나 번번히 거절당했다고 한다. 광종이 친히 어가를 몰아 도덕암으로 와 혜거국사를 왕사로 모실 것을 권했으나 또다시 거절당했다. 이에 광종이 돌아가려 가자 대사는 ‘이것도 속세의 인연’이라며 며칠간 쉬면서 속병을 고치시라 했다. 그래서 광종은 여기에서 3일간 쉬면서 절에 있던 샘물을 복용했더니 씻은 듯이 속병이 나았다고 한다. 이런 일이 있은 뒤로 이 샘물을 어정수(御井水)라 부르게 되었다고 하며 아직도 극락보전 뒤편에 샘물이 남아있다. 이 일로 광종은 절에 대한 지원을 아끼지 않아 이 절을 칠성암이라 부르게 되었으며 후세사람들이 어정수를 약물이라 부르고 있다.

## 전등록
중국 송나라 때 황명으로 편찬되었으며, 해인사 팔만대장경으로 전해지는 경덕전등록에 고려 혜거국사의 일대기와 선문답이 실려있을 만큼 유명하다.
고려 도봉산 혜거국사는 본국의 왕(고려 광종)이 사모하여 사신을 보내서 오라고 청하므로 본국으로 돌아갔다. 본국의 왕이 마음의 법문을 듣고 예절로써 대우함이 더욱 두터웠다. 어느 날 왕궁에 청을 받고 들어가 상당하여 위봉루를 가리키면서 대중에게 말했다. “위봉루가 여러 상좌들을 위해 벌써 다 거량을 마쳤다. 여러분 알겠는가? 만일 알았다면 어떻게 알았는가? 만약 모른다고 말한다면 위봉루를 어째서 모르는가? 안녕.” 대사의 설법은 중국에 퍼지지 못했고, 그의 임종도 알려지지 않았다.
혜거국사는 고려 광종이 중국에 법안종을 유학시킨 36명의 승려 중 한 명이다.

## 가계
- 아버지 : 명주 박씨 윤영
- 어머니 : 명주 김씨